# Gare de Châteauneuf-sur-Cher
La gare de Châteauneuf-sur-Cher est une gare ferroviaire française de la ligne de Bourges à Miécaze, située sur le territoire de la commune de Châteauneuf-sur-Cher, dans le département du Cher, en région Centre-Val de Loire.
Elle est mise en service en 1861 par la Compagnie du chemin de fer de Paris à Orléans (PO). C'est une gare de la Société nationale des chemins de fer français (SNCF) du réseau TER Centre-Val de Loire. Elle est desservie par des trains express régionaux. C'est également une gare ouverte au service du fret.

## Situation ferroviaire
Établie à 149 m d'altitude, la gare de Châteauneuf-sur-Cher est située au point kilométrique (PK) 255,777 de la ligne de Bourges à Miécaze, entre les gares ouvertes de Lunery et de Bigny.

## Histoire
La gare de Châteauneuf-sur-Cher est mise en service le 9 décembre 1861 par la Compagnie du chemin de fer de Paris à Orléans (PO), lorsqu'elle ouvre à l'exploitation sa ligne de Bourges à Montluçon

## Fréquentation
De 2015 à 2023, selon les estimations de la SNCF, la fréquentation annuelle de la gare s'élève aux nombres indiqués dans le tableau ci-dessous.
| Année     | 2015   | 2016   | 2017   | 2018  | 2019   | 2020  | 2021  | 2022   | 2023   |
| --------- | ------ | ------ | ------ | ----- | ------ | ----- | ----- | ------ | ------ |
| Voyageurs | 13 422 | 11 263 | 11 801 | 9 070 | 10 472 | 7 441 | 9 878 | 16 400 | 13 957 |

## Service des voyageurs

### Accueil
Gare SNCF, elle dispose d'un bâtiment voyageurs, avec guichet, ouvert tous les jours. C'est une gare « Accès plus » disposant d'aménagements, équipements et services pour les personnes à la mobilité réduite.
Un passage à niveau planchéié permet la traversée des voies et le passage d'un quai à l'autre.

### Desserte
Châteauneuf-sur-Cher est une gare régionale du réseau TER Centre-Val de Loire, desservie par des trains circulant sur les relations : Montluçon-Ville – Vierzon et Montluçon-Ville (ou Saint-Amand-Montrond - Orval) – Bourges.

### Intermodalité
Un parc pour les vélos et un parking pour les véhicules y sont aménagés. Elle est desservie par des cars TER Centre-Val de Loire en complément de la desserte ferroviaire sur la relation : Saint-Amand-Montrond - Orval – Bourges.
L'avenue de la Gare permet de rejoindre la route départementale 940 qui relie la gare au centre-ville en traversant le Cher.

## Service des marchandises
Cette gare est ouverte au service du fret (desserte d'installations terminales embranchées seulement).